# Villers-Bocage, Calvados
Villers-Bocage är en kommun i departementet Calvados i regionen Normandie i norra Frankrike. Kommunen ligger i kantonen Villers-Bocage som ligger i arrondissementet Caen. År 2022 hade Villers-Bocage 3 113 invånare.

## Befolkningsutveckling
Antalet invånare i kommunen Villers-Bocage
Referens:INSEE

## Galleri

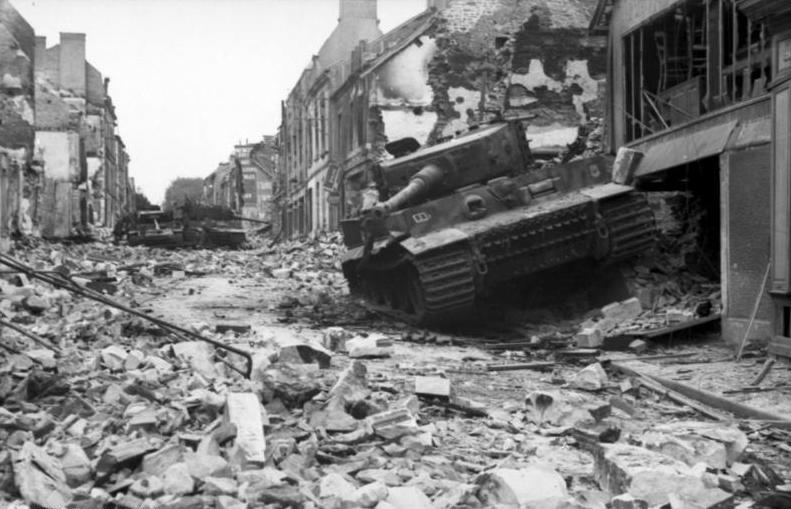
Bild på huvudgatan efter slaget vid Villers-Bocage 13 juni 1944.
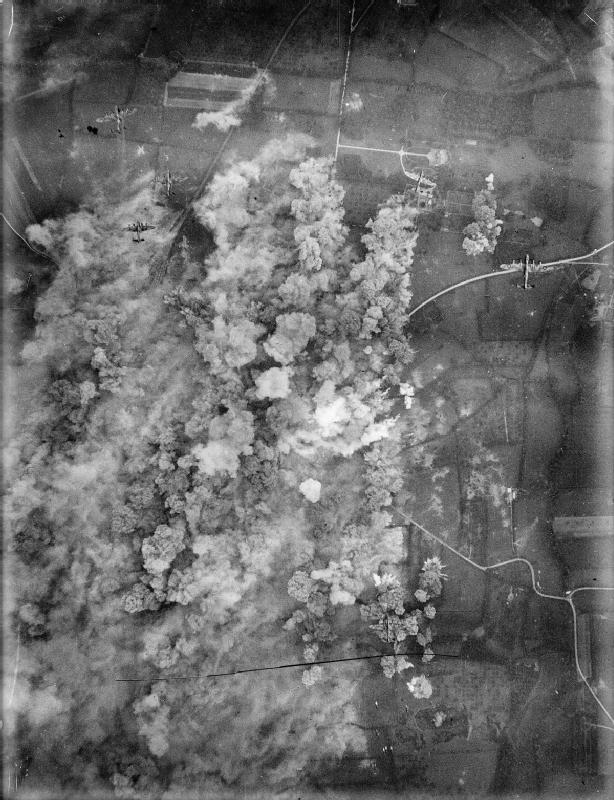
Villers-Bocage efter en bombräd av Storbritannien 30 juni 1944.